# Clouds of Sils Maria
Clouds of Sils Maria (titulada Viaje a Sils Maria en España; Las nubes de María en México, Colombia y República Dominicana; y El otro lado del éxito en el resto de Hispanoamérica) es una película europea de drama de 2014 escrita y dirigida por Olivier Assayas, y protagonizada por Juliette Binoche, Kristen Stewart y Chloë Grace Moretz. La cinta es una coproducción germano-franco-suiza. Fue seleccionada para competir por la Palma de Oro en la sección principal de la competencia en el Festival de Cine de Cannes de 2014. También fue proyectada en otros festivales de cine como el Midnight Sun Film Festival, el Filmfest München, el Festival Internacional de Cine de Toronto y el Festival de Cine de Nueva York.

## Sinopsis
Maria Enders (Juliette Binoche), 20 años después de hacerse famosa por su interpretación de Sigrid, el personaje que fascinó a Helena y la llevó al suicidio, deberá decidir si, ahora que se encuentra en la cima de su carrera profesional, quiere volver a aceptar un papel en la obra, esta vez interpretando a Helena.

## Reparto
- Juliette Binoche como Maria Enders.
- Kristen Stewart como Valentine.
- Chloë Grace Moretz como Jo-Ann Ellis.
- Johnny Flynn como Christopher Giles.
- Lars Eidinger como Klaus Diesterweg.
- Hanns Zischler como Henryk Wald.
- Angela Winkler como Rosa Melchior.

## Producción
La filmación principal de Clouds of Sils Maria comenzó el 22 de agosto y terminó el 4 de octubre de 2013. La película fue rodada en locaciones de la ciudad titular de Sils Maria, en los Grisones y en Zúrich, Suiza, así como en Leipzig, Alemania y Tirol del Sur, Italia. 
Chanel debutó en la financiación del cine con esta cinta y suministró a las actrices con ropa, joyas, accesorios y el maquillaje, mientras que también proporcionó una parte del presupuesto para permitir que Olivier Assayas cumpliera su sueño de rodar una película de 35 mm en lugar de digital. 
El título internacional de la película es Clouds of Sils Maria, pero en Francia es conocida simplemente como Sils Maria.

## Premios y nominaciones
| Año  | Categoría                       | Resultado |
| ---- | ------------------------------- | --------- |
| 2014 | Mejor película francesa del año | Ganadora  |

| Año  | Categoría                        | Resultado |
| ---- | -------------------------------- | --------- |
| 2014 | Palma de Oro a la mejor película | Nominada  |

| Año  | Categoría               | Persona          | Resultado |
| ---- | ----------------------- | ---------------- | --------- |
| 2015 | Mejor película          | Mejor película   | Nominada  |
| 2015 | Mejor dirección         | Olivier Assayas  | Nominado  |
| 2015 | Mejor actriz            | Juliette Binoche | Nominada  |
| 2015 | Mejor actriz secundaria | Kristen Stewart  | Ganadora  |
| 2015 | Mejor guion original    | Olivier Assayas  | Nominado  |
| 2015 | Mejor fotografía        | Yorick Le Saux   | Nominado  |

| Año  | Categoría               | Persona         | Resultado |
| ---- | ----------------------- | --------------- | --------- |
| 2015 | Mejor actriz secundaria | Kristen Stewart | Ganadora  |

| Año  | Categoría               | Persona         | Resultado |
| ---- | ----------------------- | --------------- | --------- |
| 2015 | Mejor actriz secundaria | Kristen Stewart | Ganadora  |

| Año  | Categoría               | Persona         | Resultado |
| ---- | ----------------------- | --------------- | --------- |
| 2015 | Mejor actriz secundaria | Kristen Stewart | Ganadora  |

| Año  | Categoría               | Persona         | Resultado |
| ---- | ----------------------- | --------------- | --------- |
| 2015 | Mejor actriz secundaria | Kristen Stewart | Finalista |

| Año  | Categoría               | Persona         | Resultado |
| ---- | ----------------------- | --------------- | --------- |
| 2015 | Mejor actriz secundaria | Kristen Stewart | Nominada  |

| Año  | Categoría                          | Resultado |
| ---- | ---------------------------------- | --------- |
| 2016 | Mejor película de habla no hispana | Nominada  |

| Año  | Categoría              | Resultado |
| ---- | ---------------------- | --------- |
| 2016 | Mejor película europea | Nominada  |

| Año  | Categoría               | Persona          | Resultado |
| ---- | ----------------------- | ---------------- | --------- |
| 2016 | Mejor película          | Mejor película   | Nominada  |
| 2016 | Mejor actriz            | Juliette Binoche | Nominada  |
| 2016 | Mejor actriz secundaria | Kristen Stewart  | Ganadora  |
| 2016 | Mejor guion original    | Olivier Assayas  | Ganador   |

| Año  | Categoría               | Persona          | Resultado |
| ---- | ----------------------- | ---------------- | --------- |
| 2016 | Mejor guion original    | Olivier Assayas  | Ganador   |
| 2016 | Mejor actriz            | Juliette Binoche | Ganadora  |
| 2016 | Mejor actriz secundaria | Kristen Stewart  | Ganadora  |